# Хорловский сельсовет
Хорловский сельсовет — упразднённая административно-территориальная единица, существовавшая на территории Московской губернии и Московской области до 1937 года.
Хорловский сельсовет был образован в первые годы советской власти. По данным 1919 года он входил в состав Усмерской волости Бронницкого уезда Московской губернии.
По данным 1926 года в состав сельсовета входил 1 населённый пункт — деревня Хорлово.
В 1929 году Хорловский с/с был отнесён к Воскресенскому району Коломенского округа Московской области.
27 декабря 1937 года селение Хорлово было объединено с селением Садки, территорией фабрики «Серп и Молот» и завода № 2 в рабочий посёлок Хорлово. В связи с этим Хорловский с/с был упразднён.